# Chùa Bà Thiên Hậu
Chùa Bà Thiên Hậu of Thiên Hậutempel van Ho Chi Minhstad is een taoïstische tempel in de Vietnamese hoofdstad Ho Chi Minhstad. De tempel werd in de 19e eeuw gebouwd door Chinese Vietnamezen. De tempel is gewijd aan de Chinese zeegodin Tianhou die in de Chinese volksreligie en taoïsme voorkomt. De tempel wordt niet alleen door mensen van Chinese afkomst bezocht, maar ook door autochtone Vietnamese gelovigen. De tempel is te vinden in de Chinese buurt Chợ Lớn.
In Amerika is de Thien Hau Temple (Los Angeles) te vinden die ook door Chinese Vietnamezen is gebouwd.

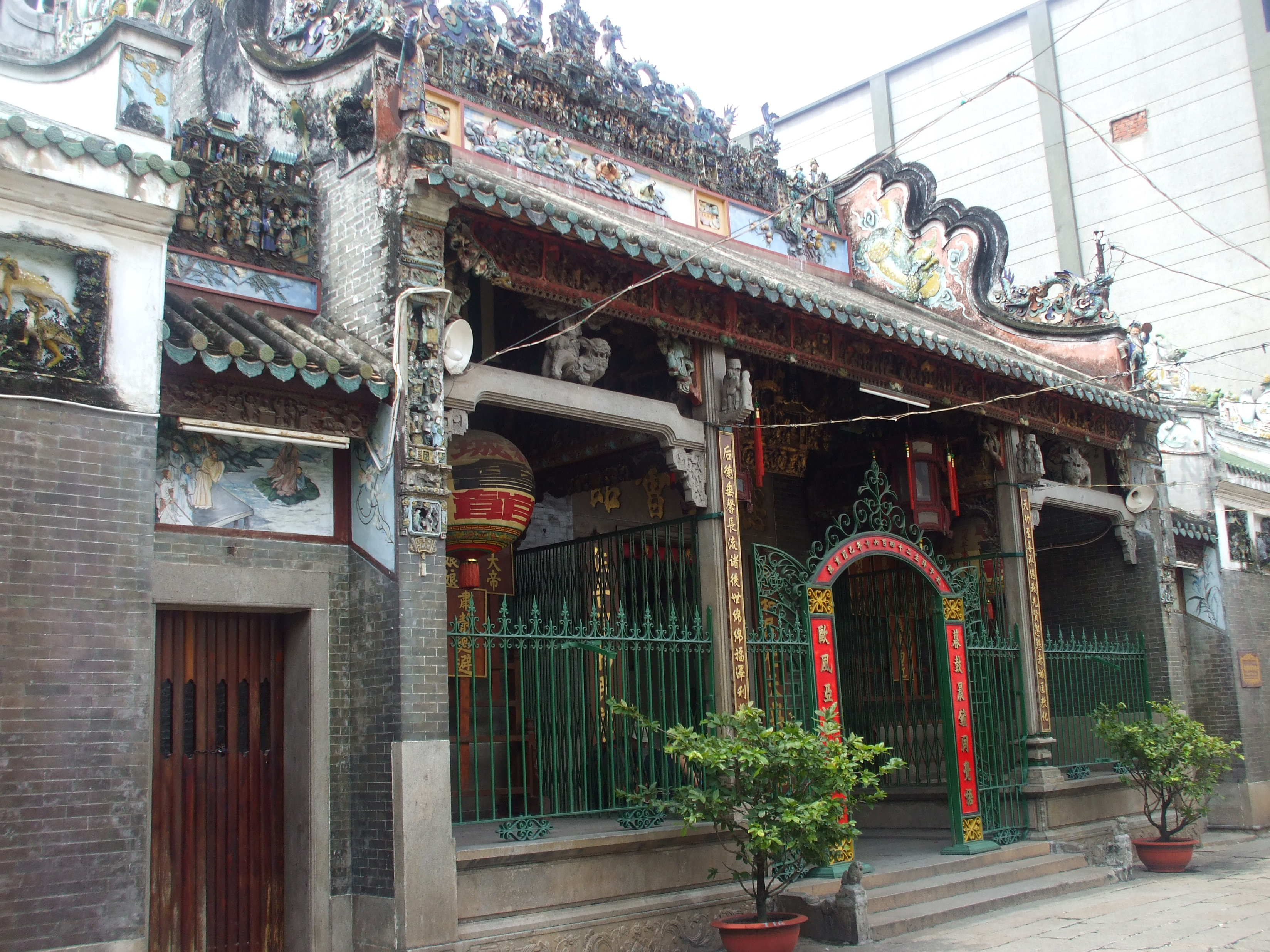
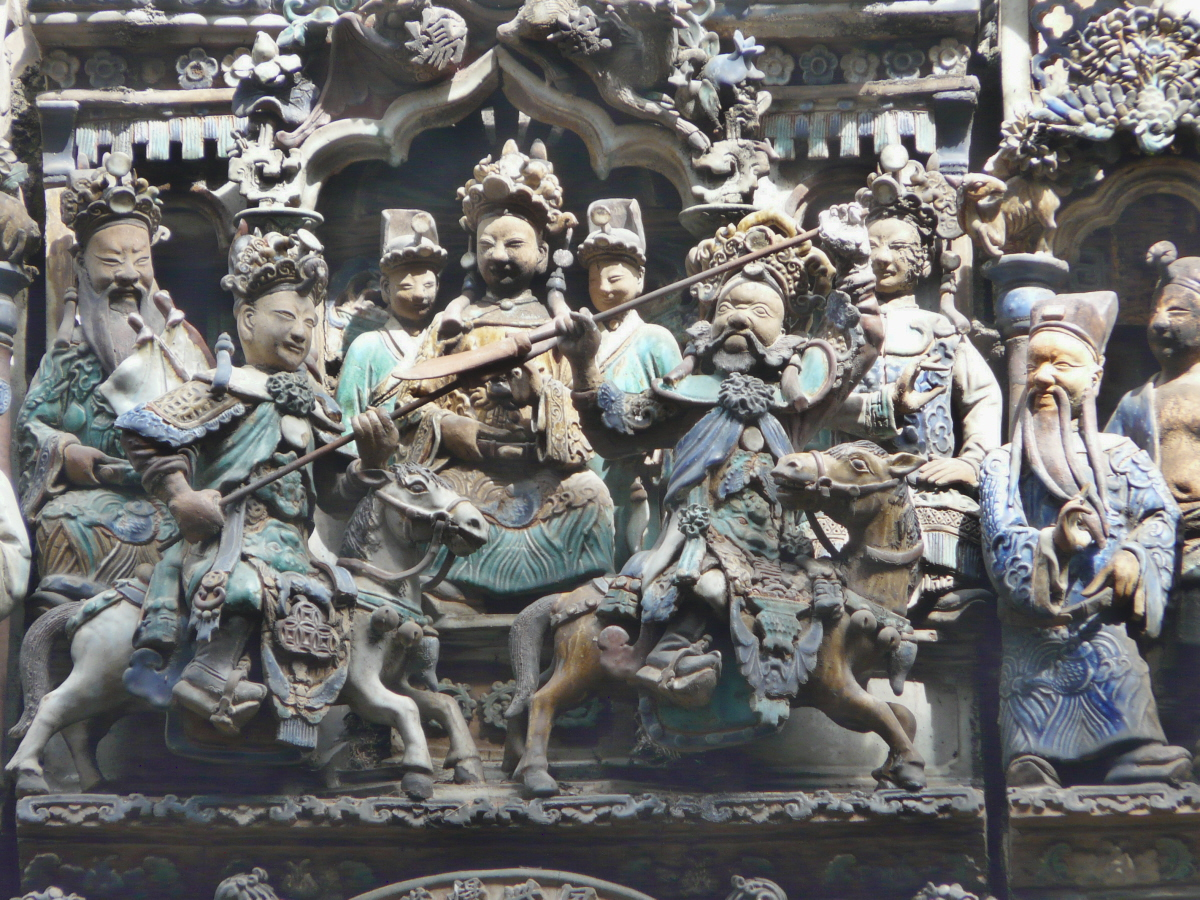
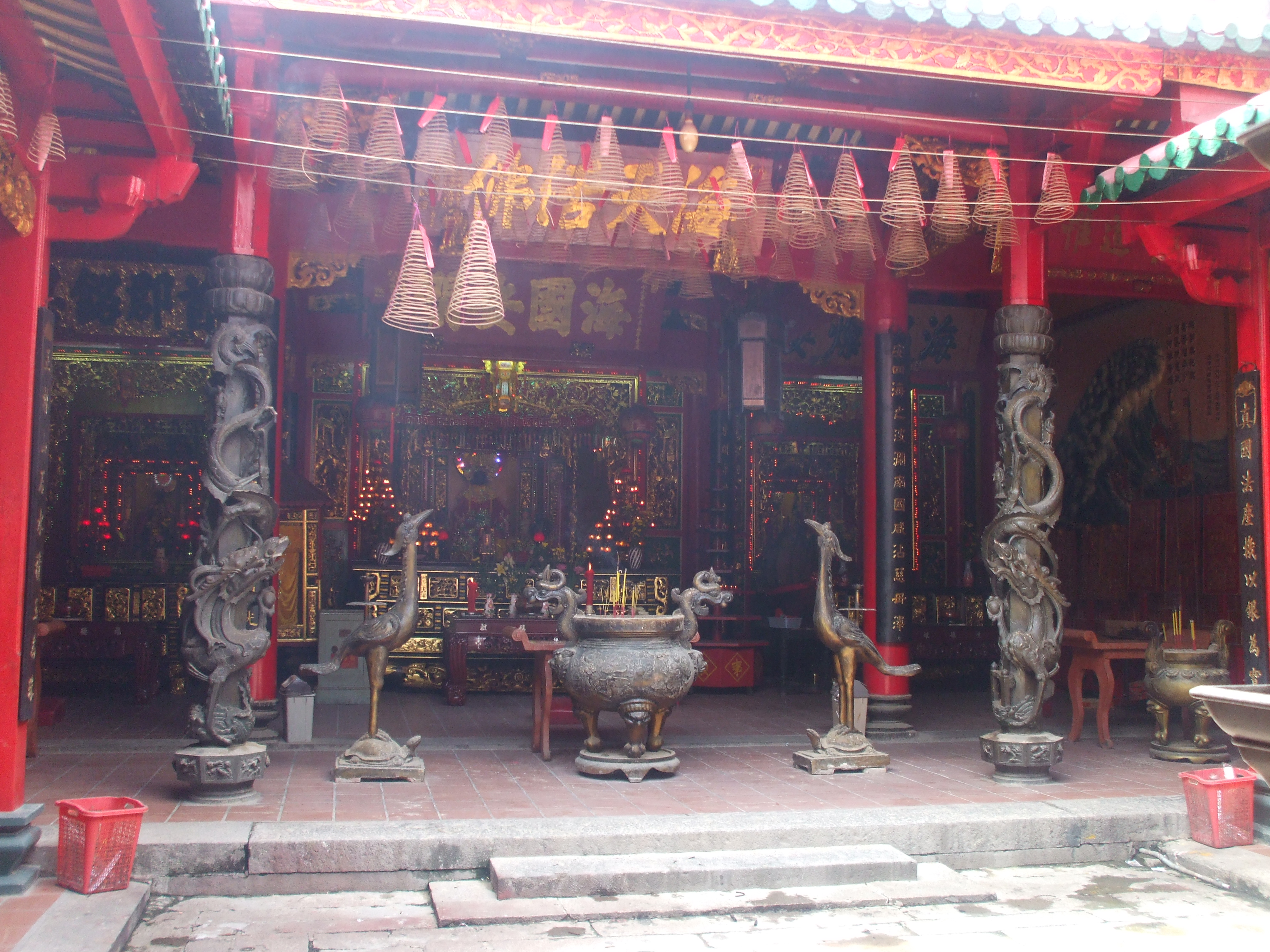